# Guillermo de Chartres

Escudo de armas de Guillermo de Chartres.

Guillermo de Chartres (m. enero o febrero de 1219), fue el decimocuarto gran maestre de la Orden del Temple.

## Biografía
Era hijo del conde de Bar-sur-Seine, pero se ignora tanto la fecha de su nacimiento como la vida que llevó hasta el año 1210, en que fue elegido gran maestre. Poco después asiste a la coronación como rey de Jerusalén de Jean de Brienne (el cual contaba con el apoyo de Felipe Augusto). La situación de los príncipes cristianos en Palestina es bastante precaria y en el cuarto concilio de Letrán (noviembre 1215) el papa Inocencio III exhorta de nuevo a los soberanos europeos para que inicien una nueva cruzada.
Guillermo de Chartres participa con sus templarios en esta Quinta Cruzada (1217/1221); pero las disputas entre los jefes cruzados ante el sitio de Damietta impiden obtener resultados significativos. Una epidemia de peste acaba con la vida de numerosos cruzados, entre ellos Guillaume de Chartres que fallece en enero o febrero de 1219.
Los templarios participan en todas las batallas contra los musulmanes que se desarrollan en España y la Orden recibe numerosas donaciones que acrecientan su poder y riqueza.
En 1211, había conseguido otro éxito importante, pues el castillo de Gastein, que había sido tomado por los musulmanes en 1190, es reconquistado por el rey de la Pequeña Armenia, y después de un arbitraje papal es devuelto a los Templarios.
| Predecesor: Philippe de Plaissis | Gran maestre de la Orden del Temple 1210 - 1219 | Sucesor: Pedro de Montaigú |